# Chris Batchelor

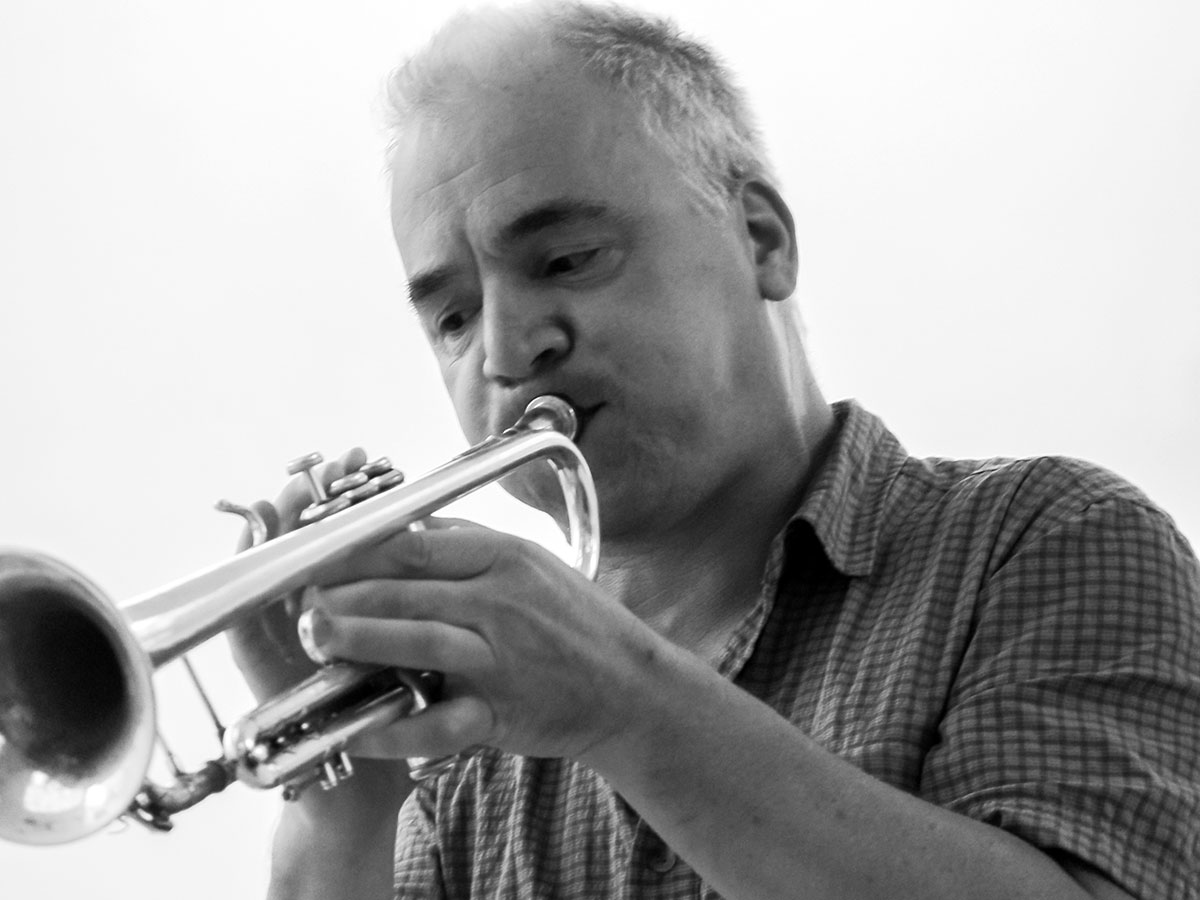
Chris Batchelor (2022)

Christopher „Chris“ Batchelor (* 9. April 1962) ist ein britischer Trompeter und Komponist des Modern Jazz.

## Leben und Wirken
Batchelor spielte bereits mit 17 Jahren in Dudu Pukwanas Zila. Ab 1984 gehörte er als Gründungsmitglied zu Loose Tubes, für die er auch komponierte. Auch war er mit den 3 Mustaphas 3, mit Chris McGregors Brotherhood of Breath, mit Ashley Slaters Microgroove und mit Billy Jenkins (Scratches of Spain, 1987) unterwegs.
Gemeinsam mit Steve Buckley leitete er das Orchestra Rafiki und ein Quartett sowie das internationale Quintett Big Air, zu dem Myra Melford, Oren Marshall und Jim Black gehören. Auch trat er mit Michael Brecker, Sam Rivers, Hermeto Pascoal, John Taylor und den Jazz Passengers mit Deborah Harry auf. Weiterhin ist er auf Alben von Harry Beckett, Django Bates und Peter Danstrup zu hören.
Batchelor lehrt im Jazzstudiengang der Middlesex University und als Professor am Trinity Laban Conservatoire of Music.

## Preise und Auszeichnungen
Für die Kompositionen, die Buckley und Batchelor für das erste Konzert von Big Air schrieben, erhielten sie den BBC Jazz Award für das beste neue Werk 2001. Ihr Album Big Air feierte Brian Morton im Jazz Journal als „beste britische Jazzaufnahme der letzten 20 Jahre“. 2009 wurde Batchelor mit dem Paul Hamlyn Foundation Award for Composers ausgezeichnet.

## Diskographische Hinweise
- Whole & The Half – mit Steve Buckley (1994)
- Life As We Know it mit Steve Buckley (1999)
- Big Air (2009)
- Pigfoot Shuffle (2019, mit James Allsopp, Liam Noble, Paul Clarvis)